# Okergele spanner
De okergele spanner (Idaea ochrata) is een nachtvlinder uit de familie Geometridae (spanners). De spanwijdte bedraagt tussen de 21 en 24 millimeter.
De vlinder vliegt van half juni tot in augustus. Per jaar komt één generatie voor.
De rups leeft onder andere op paardenbloemen. Overwinteren wordt als rups gedaan, waarna in de lente wordt verpopt.